# Tagesspiegel

Logo bis 28. November 2022

Der Tagesspiegel (auf dem Titelblatt der Printausgabe bis 2022 sowie im Impressum der Printausgabe weiterhin Der Tagesspiegel) ist eine 1945 gegründete Tageszeitung aus Berlin. Er hat vor der Berliner Zeitung und der Berliner Morgenpost die höchste Auflage unter den Berliner Abonnementzeitungen und wird im Unterschied zur Berliner Zeitung vor allem in den westlichen Bezirken der Stadt gelesen. Die verkaufte Auflage beträgt zusammen mit der Nebenausgabe Potsdamer Neueste Nachrichten 97.088 Exemplare, ein Minus von 30,7 Prozent seit 1998. Er erscheint im Verlag Der Tagesspiegel GmbH, der zur DvH Medien gehört. Das Motto der Zeitung ist rerum cognoscere causas – „die Ursachen der Dinge erkennen“.

## Politische Ausrichtung
Im Bundestagswahl-Jahr 2021 untersuchte der Tagesspiegel selbst, welches die „Lieblingsmedien der Parteien“ seien. Dabei wurde ermittelt, „von welchen Medien Bundestagsabgeordnete auf Twitter am häufigsten Links teilen – über alle Parteien hinweg“, und danach sortiert danach, „welche Parteien allgemein die meisten Links teilen […] und danach, welche Medien am häufigsten geteilt wurden“. Hierbei erhielt der Tagesspiegel 1191 Links von Grünen-Abgeordneten, es folgten 993 von der FDP, 836 von Die Linke und 798 von der AfD. Erst danach folgten die damaligen Regierungsparteien SPD mit 727 und CDU/CSU mit 549.
Eine Untersuchung von 47 Medien im Jahr 2024 der Universität Mainz verordnet die „ideologische Grundpositionierung“ des Tagesspiegels als gemäßigt liberal−progressiv und gemäßigt sozialstaatsorientiert. Die Zeitung positioniert sich damit geringfügig konservativ−autoritärer und marktliberaler als vergleichsweise Die Zeit. In Relation zu allen untersuchten Medien liegt der Tagesspiegel damit relativ mittig.

## Geschichte

### Anfänge
Die erste Ausgabe der von Erik Reger, Walther Karsch, Heinrich von Schweinichen und Edwin Redslob gegründeten Tageszeitung erschien nach dem Zweiten Weltkrieg am 27. September 1945 unter der Lizenz der Information Control Division der US-amerikanischen Militärregierung. Das Blatt war zunächst in Berlin und Brandenburg verbreitet, in der Sowjetischen Besatzungszone jedoch unerwünscht. (Die New York Times vom 21. März 1946 beschrieb den Tagesspiegel als “independent journal printed in the American sector of Berlin – […] suppressed in the Soviet zone and the Berlin sector”.) 1949 beschränkte die Berlin-Blockade den Vertrieb auf West-Berlin.
Für die Gründung der Zeitung stellte der Geschäftsmann und ehemalige Papierhändler Heinrich von Schweinichen seinen Mitgesellschaftern das Gründungskapital in Höhe von 5000 Reichsmark (kaufkraftbereinigt in heutiger Währung: rund 23.000 Euro) zur Verfügung und finanzierte die Zeitung in den ersten Monaten ihres Bestehens aus eigener Tasche. Im Juni 1946 wurde von Schweinichen aus bisher nicht restlos geklärten Gründen die Lizenz von der US-amerikanischen Besatzungsmacht entzogen. Während die übrigen Gründungsherausgeber noch heute im Impressum des Tagesspiegels genannt werden, bleibt der Name von Schweinichens unerwähnt. Der Verleger Franz Karl Maier, früher Mitherausgeber der Stuttgarter Zeitung, war ab 1946 in Stuttgart öffentlicher Ankläger bei der Spruchkammer zur Aufarbeitung der Verbrechen des Nationalsozialismus gewesen. Da er dort auch den späteren Ministerpräsidenten Reinhold Maier angezeigt hatte, musste er die Stuttgarter Zeitung mit einer Abfindung verlassen.

### Neue Eigner seit 1992

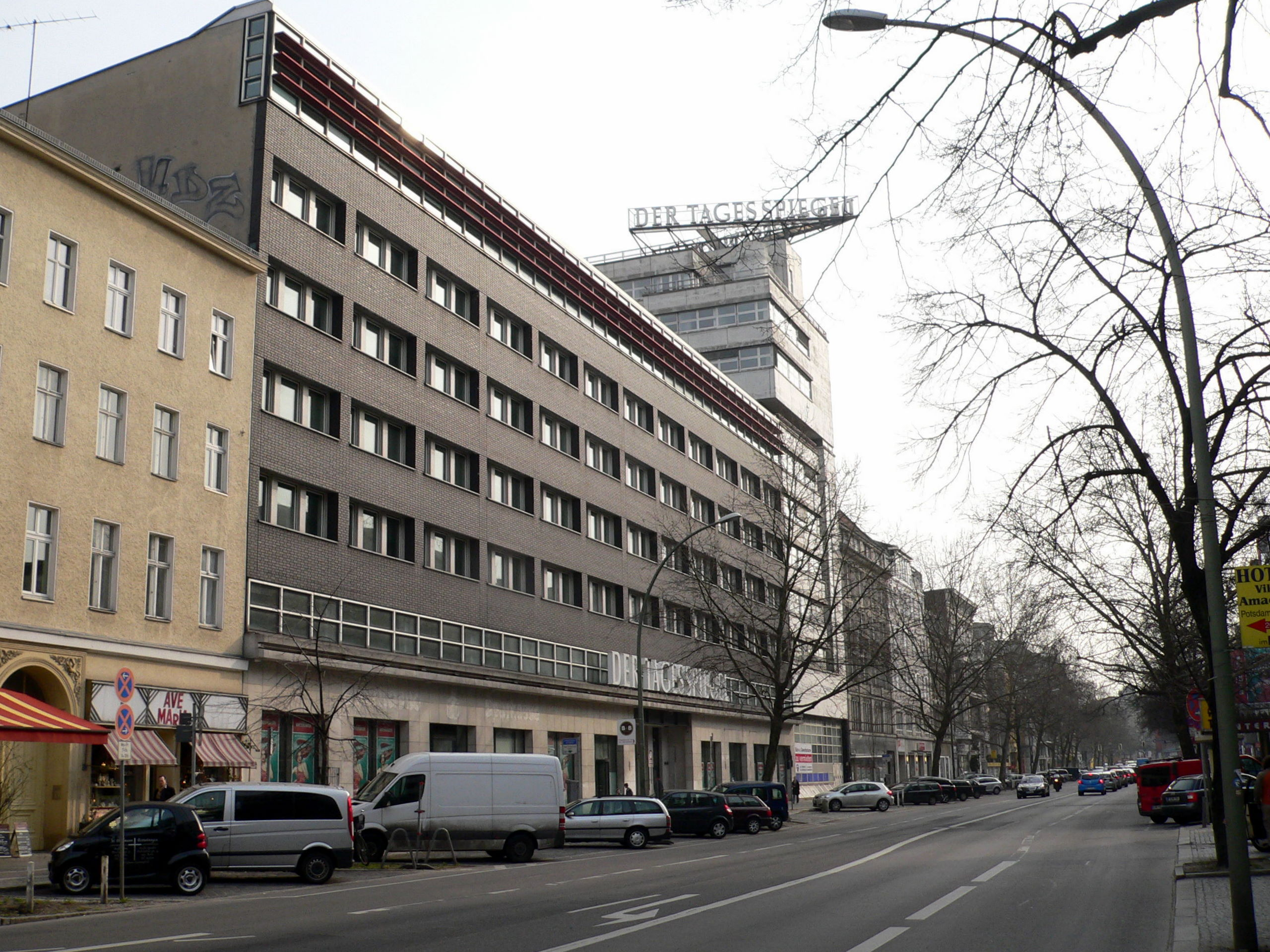
Von 1954 bis zum 1. Oktober 2009 genutzter Verlagssitz in der Potsdamer Straße

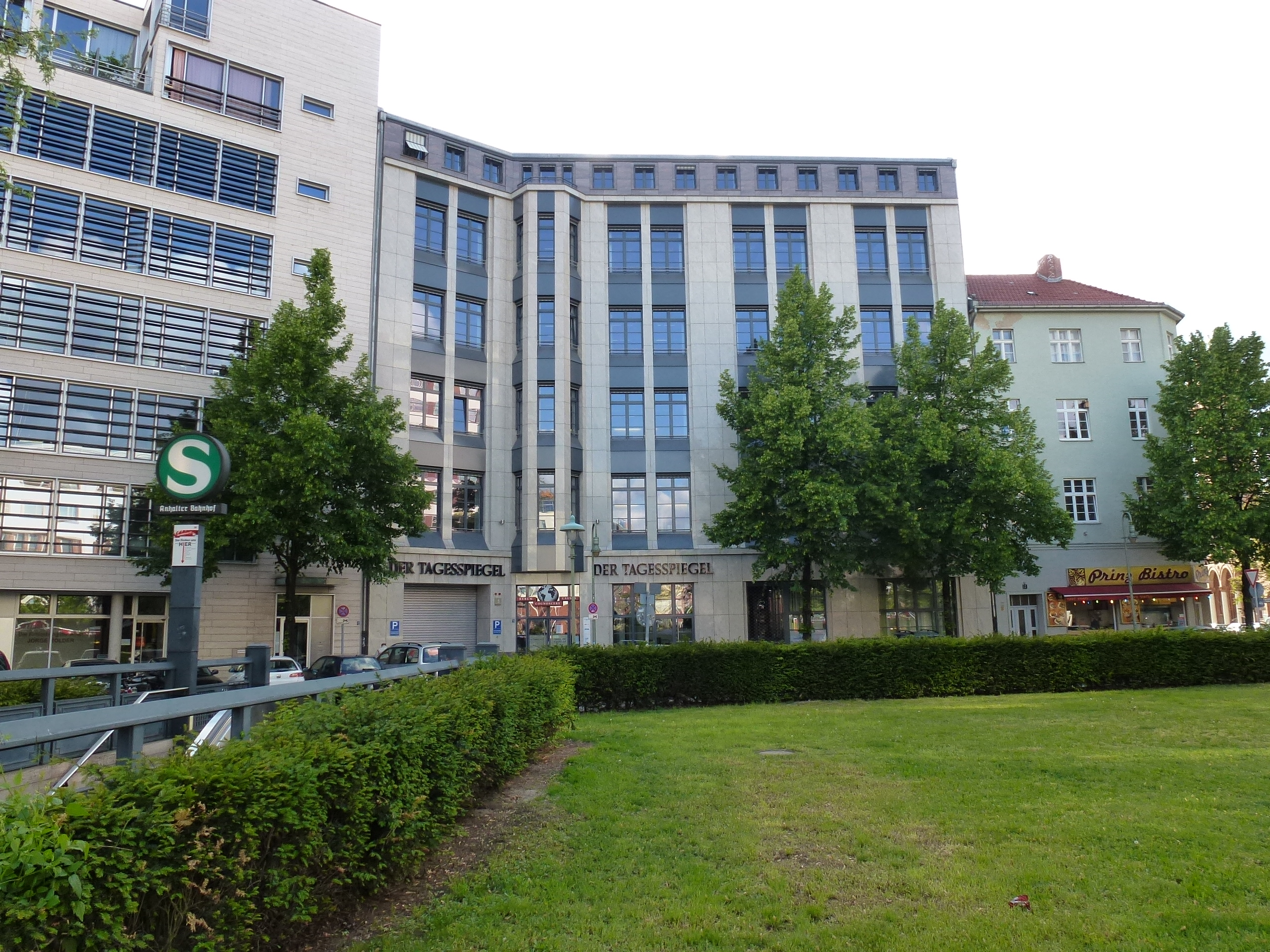
Seit dem 2. Oktober 2009 genutzter Verlagssitz am Askanischen Platz

1992 übernahm die Verlagsgruppe Georg von Holtzbrinck 51 % der Anteile am Verlag Der Tagesspiegel von den Alteigentümerfamilien Maier und Dannenberger. Später erhöhte sie ihren Anteil auf 74,8 % und übernahm 2003 den Verlag komplett. Im Dezember 2003 wurde die verlagseigene Druckerei geschlossen und der Druck der Zeitung von der Druckerei der Axel Springer AG in Spandau übernommen. Zum 1. Juni 2009 übernahm die von Dieter von Holtzbrinck neu gegründete DvH Medien den Verlag von der Verlagsgruppe Georg von Holtzbrinck. Am 2. Oktober 2009 zog der Verlag vom ab 1954 genutzten Verlagsgebäude an der Potsdamer Straße an den Askanischen Platz. Zum 1. Januar 2014 erwarb Sebastian Turner 20 % der Verlagsanteile und wurde Herausgeber der Zeitung. Zum 1. Januar 2021 verkaufte er seine Anteile an die DvH Medien und gab seinen Posten als Herausgeber auf. Am 1. April 2021 übernahmen Michael Grabner und der langjährige DvH-Geschäftsführer Oliver Finsterwalder jeweils fünf Prozent an der DvH-Holding.

### Ziel: Überregionale Tageszeitung
Verlagsintern wurde das Blatt im Jahr 2001 den überregionalen Zeitungen zugerechnet. Dementsprechend bezeichnet es sich in seinem alten Titelkopf als „Zeitung für Berlin und Deutschland“. 2002 wurde anlässlich des schließlich abgelehnten Antrags beim Bundeskartellamt auf Zulassung des Zusammenschlusses der Verlagshäuser Holtzbrinck und Berliner Verlag geltend gemacht, eine marktbeherrschende Stellung auf dem Berliner Zeitungsmarkt sei durch den Zusammenschluss nicht zu erwarten. Der Tagesspiegel bediene einen anderen Markt, indem er einen höheren Qualitätsanspruch als die beiden anderen Berliner Abonnementzeitungen Berliner Zeitung und Morgenpost verfolge, und er stehe stärker als diese mit großen überregionalen Blättern im Wettbewerb. Allerdings wurden damals außerhalb des Kernverbreitungsgebiets weniger als sieben Prozent der Auflage abgesetzt, wenngleich dieser Anteil höher lag als bei den anderen Berliner Abonnementzeitungen.
2007 war der Tagesspiegel nach eigener Angabe die seit mehreren Jahren meistzitierte Hauptstadtzeitung.
2009 kündigte Verleger Dieter von Holtzbrinck an, dem Tagesspiegel langfristig weiter zunehmende überregionale Bedeutung zu verschaffen. Ende 2014 wurde der Tagesspiegel von der Jury der Branchenzeitschrift medium magazin immer noch in der Kategorie der regionalen Zeitungen mit einem Preis geehrt.

### Umgestaltung und Neuausrichtung 2022
Seit 29. November 2022 erscheint der Tagesspiegel in einem neuen Design, bei dem auch das Wort „Der“ aus dem Logo entfernt wurde. Die Zeitung erscheint seitdem im Tabloid-Format und mit Klammerung und sie ist in zwei Bücher für überregionale und Berliner Nachrichten aufgeteilt. Samstags ergänzt ein drittes Buch zu Servicethemen die Zeitung. Der Verlag gibt weiterhin an, dass ein „Experten-Netzwerk“ aufgebaut wurde, das die Redaktion unterstützt. Mehrere Ressorts wurden neu gegründet, darunter das Ressort Internationale Politik, viele Bereiche ausgebaut, und es gibt eine tiefgründigere Berichterstattung aus den Berliner Bezirken. Weiterhin enthält die Zeitung in Kooperation mit dem Handelsblatt ein umfangreicheres Wirtschaftsressort. Für seinen umfassenden Print-Relaunch mit neuem journalistischem Konzept und neuem Design wurde der Tagesspiegel beim 25. European Newspaper Award, dem größten europäischen Zeitungswettbewerb für Konzeption und Design, als „European Newspaper of the Year“ in der Kategorie „Regionalzeitung“ ausgezeichnet und erhielt im Rahmen der INMA Global Media Awards den 1. Preis in der Kategorie „Best Use of Print“ sowie den 2. Platz in der Kategorie „Best Product Iteration“.
Am 31. März 2024 wurde letztmals eine gedruckte Sonntagsausgabe veröffentlicht. Fortan soll sonntags ausschließlich ein E-Paper erscheinen.

## Auflage
Der Tagesspiegel hat wie die meisten deutschen Tageszeitungen in den vergangenen Jahren an Auflage eingebüßt, allerdings deutlich weniger als seine lokalen Konkurrenten Berliner Zeitung und Berliner Morgenpost. Seit dem dritten Quartal 2015 wird die Auflage gemeinsam mit den Potsdamer Neuesten Nachrichten ausgewiesen, deren letzte gesonderte Auflagenmeldung sich auf 8.276 Exemplare belief. Die verkaufte Auflage ist in den vergangenen 10 Jahren um durchschnittlich 1,4 % pro Jahr gesunken. Im vergangenen Jahr hat sie um 1,3 % abgenommen. Sie beträgt gegenwärtig 97.088 Exemplare. Der Anteil der Abonnements an der verkauften Auflage liegt bei 88,6 %.
| 1998   | 1999   | 2000   | 2001   | 2002   | 2003   | 2004   | 2005   | 2006   | 2007   | 2008   | 2009   | 2010   | 2011   | 2012   | 2013   | 2014   | 2015   | 2016   | 2017   | 2018   | 2019   | 2020   | 2021   | 2022   | 2023   | 2024   |
| ------ | ------ | ------ | ------ | ------ | ------ | ------ | ------ | ------ | ------ | ------ | ------ | ------ | ------ | ------ | ------ | ------ | ------ | ------ | ------ | ------ | ------ | ------ | ------ | ------ | ------ | ------ |
| 140069 | 144036 | 148773 | 150821 | 150394 | 149683 | 147238 | 147139 | 147356 | 150346 | 150148 | 144797 | 131398 | 128670 | 126449 | 123873 | 118168 | 111146 | 112198 | 113715 | 115581 | 116647 | 107018 | 109535 | 103652 | 103766 | 102464 |

Die E-Paper-Abo-Auflage des Tagesspiegels hat laut IVW im ersten Quartal 2023 um 19,30 % (46.611 E-Paper-Abonnements) zum Vorjahr zugelegt. Erstmalig hat der Tagesspiegel somit mehr E-Paper-Abonnements als Print-Abonnements. Die Website tagesspiegel.de hat eine Reichweite von 9,2 Millionen Unique Usern (agof daily digital facts 04/2023, Monat März 2023).
Anmerkung: ab 2015 einschließlich Potsdamer Neueste Nachrichten

## Layout und Gliederung

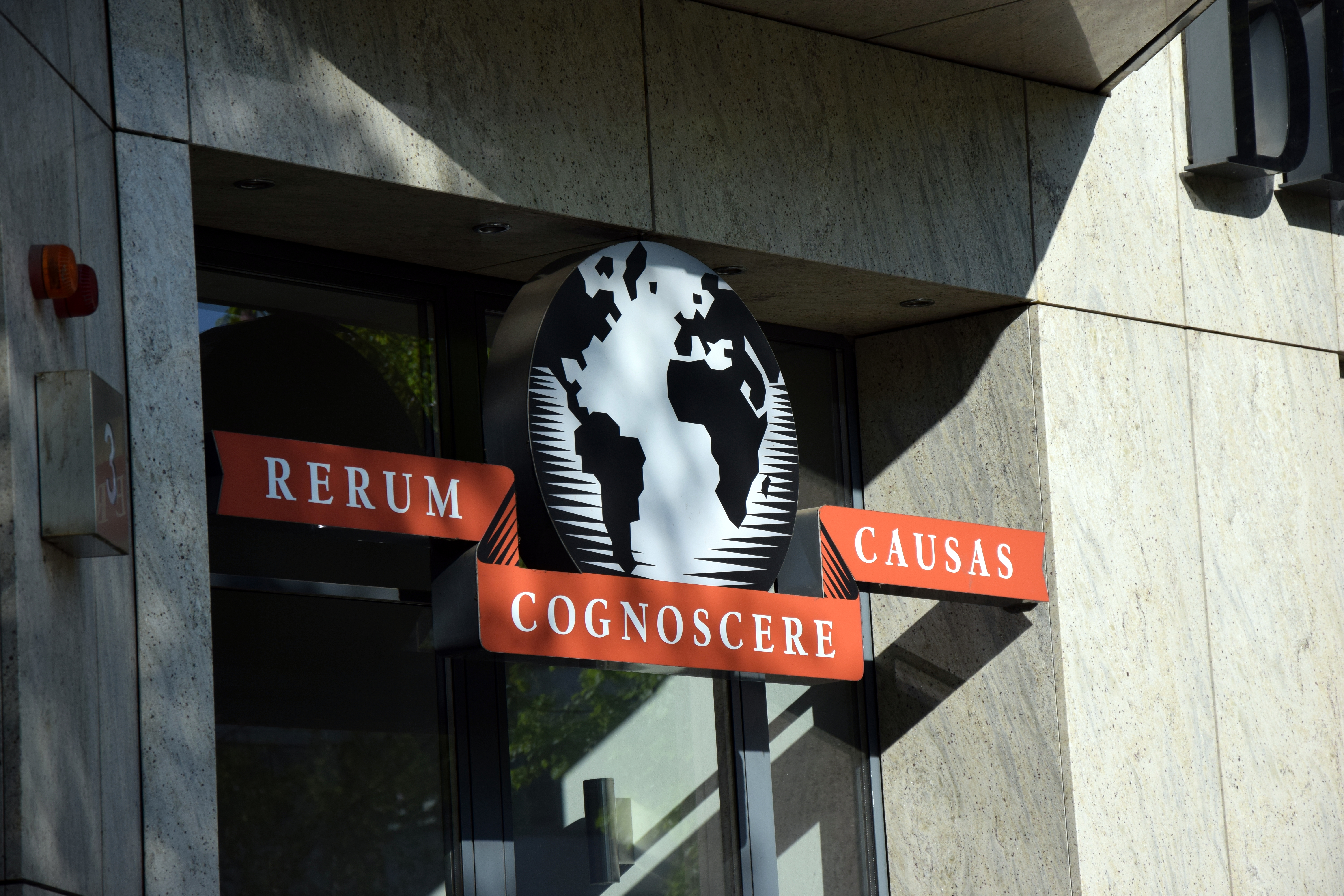
Motto am Tagesspiegel-Gebäude: Rerum cognoscere causas – Die Ursachen der Dinge erkennen

Seit 1946 steht unter einer Weltkugel im Kopf der Zeitung das lateinische Motto: rerum cognoscere causas. Das Zitat stammt von Vergil und kann mit „Die Ursachen der Dinge erkennen“ oder freier mit „Den Dingen auf den Grund gehen“ übersetzt werden.
Das Blatt erschien zunächst im Rheinischen Format, ursprünglich vierspaltig gesetzt, später fünfspaltig. Nach Umstellung der Produktionstechnik (Nordisches Format, Abschied vom Bleisatz) erfolgte 1991 eine durchgreifende Erneuerung (sechs Spalten, vier Bücher, täglicher Leitartikel etc.). 1995 gab es ein Redesign durch Mario Garcia, das sich durch aufwendigere Titelseiten der Wochenend-Beilagen und die Brotschrift Gulliver auszeichnete. 1999 wurde das Design unter dem neuen Chefredakteur Giovanni di Lorenzo überarbeitet und später durch eine weitere Neugestaltung abgelöst, die den Tagesspiegel bis Ende November 2022 prägte.
Für sein Layout ist der Tagesspiegel mit dem World’s Best-Designed Newspapers Award 2004 ausgezeichnet worden.
Das Blatt gliedert sich in die klassischen Ressorts Politik, Wirtschaft, Sport, Kultur, Vermischtes sowie den Berlin-Brandenburg-Teil zwischen Politik und Wirtschaft. Bis einschließlich 31. März 2024 erschien die Printausgabe des Tagesspiegels täglich, seither entfällt die Sonntagsausgabe, die einerseits durch eine „umfassende Wochenendausgabe“ in der entsprechend erweiterten Samstagsausgabe und einer weiterhin auch sonntags erstellten E-Paper-Ausgabe ersetzt werden soll.
Ab 2020 verwendete der Tagesspiegel Gendersterne bzw. Doppelpunkte zum Gendern. Nach massiven Leserprotesten und damit verbundenen Abonnementkündigungen verzichtet das Blatt seit Ende November 2023 weitestgehend auf diese Sonderzeichen, da „sich eine stringente und für unsere Leser und Leserinnen nachvollziehbare Verwendung der Sonderzeichen nicht herausgebildet hat“. Künftig sollen die Doppelnennung (z. B. „Künstlerinnen und Künstler“) oder geschlechtsneutrale Bezeichnungen („Studierende“) genutzt werden. Zu den wenigen Ausnahmen gehören die Online-Berichterstattung sowie gendernde Gastbeiträge und gegenderte Antworten in Interviews, außerdem die Beiträge der Queerspiegel-Redaktion. Hingegen hatte noch im August 2021 ein Tagesspiegel-Beitrag das Gendern als ein „Menschenrecht“ bezeichnet, „das auszuüben jedem und jeder freisteht“.

## Beteiligungen
2007 wurde das Offertenblatt Zweite Hand übernommen, dessen Printausgabe 2013 eingestellt wurde. Das Online-Portal wurde 2021 eingestellt.
Das 1999 erworbene Stadtmagazin Zitty wurde 2014 an den Raufeld Verlag verkauft.
Das 2007 übernommene Bootshandel-Magazin wurde 2016 an den MuP Verlag verkauft.

## Online
Mit der Adresse tagesspiegel.de unter der Marke Tagesspiegel Online betreibt der Verlag ein Online-Nachrichtenportal.
Zum 1. Februar 2009 wurden Zeit Online, Tagesspiegel Online und zoomer.de als Zeit Digital zusammengelegt und erhielten eine gemeinsame Redaktion in Berlin. Seit September 2009 gehört die Redaktion von Tagesspiegel Online wieder zum Tagesspiegel.
Ein Online-Archiv ist zum Teil kostenlos zugänglich und enthält Teile der Online-Ausgabe ab 1. Januar 1996. Weitere unter tagesspiegel.de publizierte Artikel können über die Suchmaske eines separaten, kostenpflichtigen Archivs der vom Tagesspiegel den überregionalen Mantel und das Layout nutzenden Potsdamer Neueste Nachrichten abgerufen werden. Ältere Print-Artikel können zudem kostenpflichtig angefragt werden. Die von Nachrichtenagenturen übernommenen Texte fehlen jedoch.
Am 1. Juli 2020 wurde mit Tagesspiegel Plus ein Paid-Content-Angebot gestartet. Seit dem 8. Juni 2021 wird wöchentlich der Klimaschutz-Podcast Gradmesser veröffentlicht.

## Tagesspiegel Checkpoint
Seit dem 24. November 2014 wird das Online-Angebot des Tagesspiegels ergänzt um den von Lorenz Maroldt konzipierten täglichen Newsletter Tagesspiegel Checkpoint. Diesen hatten im Dezember 2016 rund 93.000 Personen abonniert. Der Newsletter wurde mit dem Grimme Online Award 2015, dem European Digital Publishing Award 2020 in der Kategorie „Business Model“ sowie dem Nova Innovation Award 2020 des BDZV in der Kategorie „Produktinnovation“ ausgezeichnet. Verantwortliche Redakteurin des Checkpoint ist Ann-Kathrin Hipp.
Seit Mai 2019 erscheint Tagesspiegel Checkpoint von Montag bis Samstag als kostenpflichtiges Abonnement und verfügt über eine eigene Website. Als Checkpoint-Kurzstrecke gibt es weiterhin von Montag bis Freitag eine kostenlose gekürzte Fassung des Newsletters, die über die wichtigsten Nachrichten des Tages informiert. Unter dem Titel Eine Runde Berlin existiert seit März 2020 ein monatliches Podcast-Format. Seit Juli 2020 ist Tagesspiegel Checkpoint Teil des kostenpflichtigen Digitalabos Tagesspiegel Plus.

## Mitarbeiter

### Herausgeber
Herausgeber sind Lorenz Maroldt und Giovanni di Lorenzo.

### Editor-at-Large
Zum 1. Januar 2025 ist Stephan-Andreas Casdorff, bis dahin Herausgeber, auf die neu geschaffene Position des Editor-at-Large gewechselt.

### Chefredaktion
Chefredakteur ist Christian Tretbar.
Stellvertretende Chefredakteure sind Sidney Gennies, Stephan Haselberger, Laura Himmelreich und Anke Myrrhe.
Der erweiterten Chefredaktion gehören Julia Bähr, Christoph Dowe, Sabine Schicktanz, Miriam Schröder, Daniel Sturm und Anja Wehler-Schöck an.

### Geschäftsführung
Geschäftsführer sind Stefan Buhr und Nicolas Köhn.

### Redaktion
Redaktionsmitglieder sind u. a.
- Gerd Appenzeller, Berater der Chefredaktion
- Andreas Austilat, Reporter
- Robert Ide, Autor
- Sascha Karberg, Ressortleiter Wissen & Forschen
- Sebastian Leber, Reporter
- Daniel Friedrich Sturm, Leiter des Hauptstadtbüros
- Christoph von Marschall, Korrespondent der Chefredaktion

### Visual Department
Die Art-Direktoren Manuel Kostrzynski und Katrin Schuber leiten das Visual Department.

### Weitere bekannte Mitarbeiter
Kolumnisten
- Hatice Akyün, Journalistin und Schriftstellerin türkischer Herkunft
- Pascale Hugues, französische Journalistin und Schriftstellerin
- Frank Lüdecke, Kabarettist
- Moritz Rinke, Schriftsteller, Dramatiker
- Klaus Stuttmann, Karikaturist
- Ursula Weidenfeld, Wirtschaftsjournalistin

### Ehemalige Mitarbeiter
Mitherausgeber, Chefredakteure
- Heik Afheldt – von 1998 bis 2002 Mitherausgeber, danach Kolumnist
- Gerd Appenzeller – von 1995 bis 1999 Sprecher der Chefredaktion, danach Redaktionsdirektor
- Pierre Gerckens – Herausgeber von 2003 bis 2013
- Hellmuth Karasek – von 1996 bis 2004 Mitherausgeber und Feuilletonchef
- Giovanni di Lorenzo – von 1999 bis 2004 Chefredakteur, seitdem Mitherausgeber
- Dagny Lüdemann – von 2005 bis 2008 Wissenschaft, Gesundheit
- Günter Matthes – (Kürzel: thes) bildete mit Karl-Heinz Brinkmann und Hans von Przychowski die Redaktionsleitung bis in die beginnenden 1990er Jahre. Er war von 1952 bis zu seinem Tod 1995 Kolumnist („Am Rande bemerkt“)
- Lothar C. Poll – von 1984 bis 1993 Geschäftsführer, Verleger und Herausgeber
- Hermann Rudolph – von 1991 bis 1994 Chefredakteur, von 1995 bis 2013 Herausgeber
- Günther Rühle – von 1990 bis 1995 Berater der Chefredaktion, Feuilletonchef
- Hans Scholz – von 1963 bis 1976 Feuilletonchef
- Wolf Jobst Siedler – Feuilletonchef von 1955 bis 1963
- Karl Silex – von 1955 bis 1963 Chefredakteur
- Ulrich Schulze – von 1991 bis 1993 stellvertretender Chefredakteur
- Walther Stützle – von 1991 bis 1994 stellvertretender Chefredakteur, von 1994 bis 1998 Mitglied der Chefredaktion
- Monika Zimmermann – von 1995 bis 1999 Mitglied der Chefredaktion

Redakteure
- Christiane „Tissy“ Bruns – bis zu ihrem Tod 2013 politische Chefkorrespondentin
- Moritz Döbler – von 2005 bis 2013 Leiter Wirtschaftsressort, dann geschäftsführender Redakteur bis Januar 2015
- Bas Kast – Volontär (2000), Redakteur im Wissenschaftsressort (2002), ab 2005 Reporter
- Lutz Hachmeister – von 1987 bis 1989 Medienredakteur
- Thomas Lackmann – von 1991 bis 2018 Redakteur im Feuilleton und im Berlinteil
- Heinz Ohff – (Kürzel: H.O., auch Pseudonym N. Wendevogel) war von 1961 bis 1987 für Kultur und Feuilleton verantwortlich. Autor vieler Bücher
- Thomas de Padova – von 1997 bis 2005 Wissenschaftsredakteur
- Wolfgang Prosinger von 2001 bis 2014 Redakteur der „Seite 3“
- Gerhard Reimann (Kürzel: G.R.) – von 1951 bis 1991, ab 1952 Ressortleiter der Sportredaktion
- Jürgen Schreiber – Chefreporter
- Dietrich Schwarzkopf – von 1946 bis 1950 Archivar, ab 1952 Redakteur

Reporter
- Günter Prinz – nach dem Krieg Polizeireporter
- Jana Simon – von 1998 bis 2004, Schriftstellerin und Journalistin

Volontäre
- Egon Bahr – 1948, später Politiker (SPD), 1972–1976 Bundesminister
- Klaus Bölling – 1947 erster Volontär des Tagesspiegels; später Redakteur sowie in politischen Ämtern als Regierungssprecher und Ständiger Vertreter der Bundesrepublik Deutschland tätig
- Elisa Klapheck – von 1986 bis 1987, Journalistin und Redakteurin

Autoren
- Harald Martenstein, 1988 bis 1997 bzw. bis 2002 (leitender) Redakteur, ab 2002 bis zu seinem Abschied im Februar 2022 im Impressum als „Autor“ geführt
- Holger Schück – war Sportjournalist, der sich u. a. mit dem Thema Doping befasst hat

Kolumnisten
- Suzan Gülfirat – machte Ende der 1990er mit der Veröffentlichung eines Kleinen Türkischkurses im Tagesspiegel auf sich aufmerksam, ihr wöchentlicher Gazeteler Rückblick ist eine Art Pressespiegel türkischer Zeitungen in Deutschland
- Uwe Johnson – begründete die tägliche Kolumne mit Rezensionen zum Fernsehen der DDR
- Klaus Mertes – Rektor des Jesuitengymnasiums Canisius-Kolleg Berlin und Buchautor
- Bodo Mrozek – Journalist, Historiker und Buchautor
- Christian Ulmen – für Beilage über Fußball
- Alexander Gauland – Politiker, Jurist, Publizist

Freie Mitarbeiter
- Uwe Bahn, Reisereportagen; Moderator, Autor und Fotograf
- Gabriele Bärtels – Freie Mitarbeiterin; Autorin und Journalistin
- Fritz Behrendt – Karikaturist
- Albert Buesche – Kunsthistoriker und Kunstkritiker, für den Tagesspiegel ab etwa 1945 als Kunst- und Fernsehkritiker tätig
- Richard Herzinger – Literaturwissenschaftler, Journalist und Publizist
- Eckart von Hirschhausen – Arzt, Moderator, Kabarettist und Schriftsteller
- Cherno Jobatey – Fernsehmoderator
- Ulrich Karger, Schriftsteller und Religionslehrer, verfasste für den Tagesspiegel von 1995 bis 2020 insbesondere Rezensionen zu Kinder- und Jugendliteratur
- Basil Kerski – Journalist, Politikwissenschaftler und Essayist
- Hans-Peter Kunisch, Schweizer Journalist und Schriftsteller
- Hagen Liebing – Musiker und leitender Musikredakteur beim Berliner Stadtmagazin tip
- Arno Luik – Chefredakteur und Autor
- Gerhard Mauz – einst sehr bekannter Berichterstatter zahlreicher Gerichtsverfahren der Nachkriegszeit
- Marion Pfaus – Schriftstellerin und Filmemacherin
- Georg Seeßlen – Filmkritiker, Autor und Feuilletonist
- Joachim Seyppel – in den 1980er Jahren; Schriftsteller und Literaturwissenschaftler
- Rudolf Teschner – 50 Jahre Freier Mitarbeiter; betreute jede Woche den Schachbereich mit originären Beiträgen bis zu dessen überraschender Einstellung 2001
- Jürgen Tietz – Architekturkritiker

## Auszeichnungen (Auswahl)
- 2004: World’s Best-Designed Newspapers Award der Society for News Design in New York für das Layout[55]
- 2014: LeadAward in Gold als „Zeitung des Jahres 2014“ für „hochwertigen Magazinjournalismus auf Zeitungspapier“[56][57]
- 2014: LeadAward in Silber für die Tagesspiegel-Rubrik Mehr Berlin (Nr. 1 bis 356)
- 2018: Berliner Unternehmenspreis 2018 – Mendelssohn-Medaille für Engagement von IHK Berlin, dem Regierenden Bürgermeister und der Handwerkskammer Berlin[58]
- 2019: ADC Award des Art Directors Club in Silber in der Kategorie Zeitung – Einzelcover und in Bronze in der Kategorie Zeitung – Ausgabe[59]
- 2023: 1. Preis in der Kategorie „Best Use of Print“ sowie den 2. Platz in der Kategorie „Best Product Iteration“ bei den INMA Global Media Awards[60]
- 2023: European Newspaper of the Year in der Kategorie Regionalzeitung[61]

## Negative Auszeichnung
Der Interessensverband Freischreiber verlieh dem Blatt 2015 den Höllepreis für einen verantwortungslosen Umgang mit freien Autoren. In der Begründung hieß es, der Verlag habe ein „besonders schäbiges“ Verhalten gegenüber seinen freien Mitarbeitern an den Tag gelegt. Er habe nach einem „Anzeigenloch“ im Oktober 2015 „von jetzt auf eben die Zusammenarbeit mit seinen freien Mitarbeiterinnen und Mitarbeitern auf Eis gelegt“ und damit eine geringe Wertschätzung dieser teils langjährigen Mitarbeiter bewiesen.